# Geodia japonica
Geodia japonica är en svampdjursart som beskrevs av William Johnson Sollas 1888. Geodia japonica ingår i släktet Geodia och familjen Geodiidae.
Artens utbredningsområde är havet kring Japan. Utöver nominatformen finns också underarten G. j. spherulifera.